# Inkscape
Inkscape er et program til redigering af vektorgrafik. Det er målet at programmet skal blive et kraftig grafisk værktøj og samtidig være fuldt kompatibelt med XML-, SVG- og CSS-standarder. Inkscape er fri software udgivet under GNU General Public License.
Inkscape bliver primært udviklet til Linux, men findes også til Microsoft Windows, Mac OS X (under X11), og andre Unix-lignende operativsystemer. Pr. 2008 er Inkscape under aktiv udvikling hvor der regelmæssigt bliver tilføjet nye features. Inkscapes implementering af SVG og CSS standarderne er ufuldstændig; vigtigst er at implementeringen af SVG filter effekter er ufuldstændig samt at animation og SVG fonter mangler. Fuld understøttelse af disse tre ting er imidlertid på vej.